# Wales első minisztere

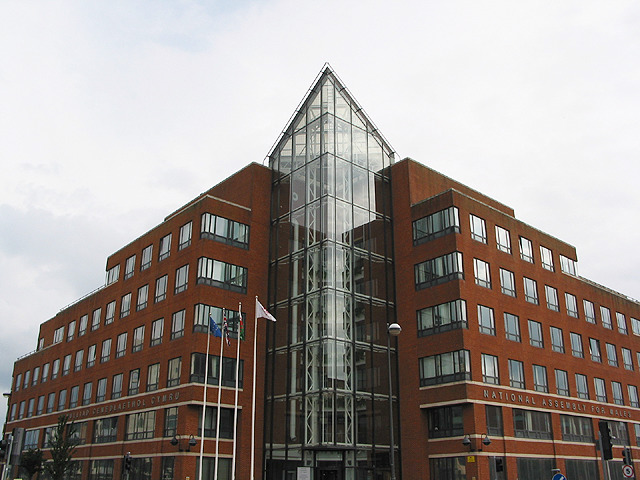
A Hywel-ház, a Tŷ Hywel, az első miniszter és a walesi kormány székhelye

Wales első minisztere (walesiül Prif Weinidog) az 1999-ben alapított ügyvivő kormány vezetője Walesben. Amikor ezt a posztot 1998-ban a Government of Wales-törvény hatály alatt létrehozták, a hivatalos elnevezése első titkár (walesiül Prif Ysgrifennydd) volt, és Walesnek kevesebb jogköre volt, mint Észak-Írországnak vagy Skóciának. A walesi titulus szokták „miniszterelnöknek” is fordítani, így az angol változatban ügyelnek arra, hogy semmiképp ne lehessen összekeverni az angol „miniszterelnök” (Prime Minister = első(dleges) miniszter) szóval.
Az első miniszter hivatala a Tŷ Hywelben („Hywel Ház”) van, amit korábban Crickhowell House-ként ismertek, és Seneddben, a cardiffi öbölben, bár van egy iroda a walesi kormány épületében is a Cathays Parkban.
Az jelenlegi első miniszter Eluned Morgan.

## Szerepe
Az 1998-as Government of Wales-törvény hatálya alatt a végrehajtó hatalmi funkciók Wales nemzetgyűlése alá kerültek, aztán első minisztert és más minisztereket delegáltak.
A 2006-os Government of Wales bevezetéséig ezek a küldöttek az Egyesült Királyság kormányzata alá tartoztak, az új törvény hatályba lépésekor 2007 májusában az első minisztert a király vagy királynő nevezi ki és a walesi koronát képviseli.
2000 októberében a walesi nemzetgyűlésben a Liberális Demokraták koalíciót kötöttek a Walesi Munkáspárttal, ekkortól az „első miniszter” titulus „első miniszter, a walesi pecsét őrzője” változatban is használható. ez a koalíció 2003. május 1-én felbomlott. Innentől kezdve a Munkáspárt koalíciós partnere a Plaid Cymru volt, egészen 2011. május 11-ig, azóta a Munkáspárt egyedül kormányoz, parlamenti kisebbséggel.

## Az első miniszterek listája(eredetileg az első titkárok listája)
| Név | Név                 | Kép | Hivatali ideje                         | Politikai párt | Kormányzat                                                                                               |
| --- | ------------------- | --- | -------------------------------------- | -------------- | --- |
|     | Alun Edward Michael |     | 1999. május 12. – 2000. február 9.     | Munkáspárt     | Munkáspárt                                                                                               |
|     | Hywel Rhodri Morgan |     | 2000. február 9. – 2009. december 9.   | Munkáspárt     | Munkáspárt, Munkáspárt-Liberális Demokrata koalíció, Munkáspárt-Plaid Cymru koalíció                     |
|     | Carwyn Jones        |     | 2009. december 9. – 2018. december 12. | Munkáspárt     | Munkáspárt-Plaid Cymru koalíció, Munkáspárti kisebbségi kormány, Munkáspárt-Liberális Demokrata koalíció |
|     | Mark Drakeford      |     | 2018. december 12. – 2024. március 20. | Munkáspárt     | Munkáspárt-Liberális Demokrata koalíció, Munkáspárti kisebbségi kormány                                  |
|     | Vaughan Gething     |     | 2024. március 20. – 2024. augusztus 6. | Munkáspárt     | Munkáspárti kisebbségi kormány                                                                           |
|     | Eluned Morgan       |     | 2024. augusztus 6. –                   | Munkáspárt     | Munkáspárti kisebbségi kormány                                                                           |

### Az elsőminiszter-helyettesek listája
| Név | Név             | Kép | Hivatali ideje                                                                                | Politikai párt       | Kormányzat                              | Más hivatala                       |
| --- | --------------- | --- | --------------------------------------------------------------------------------------------- | -------------------- | --------------------------------------- | ---------------------------------- |
|     | Michael German  |     | 2000. október 16. – 2003. május 8. Közben: Jenny Randerson 2001. július 6. – 2002. június 13. | Liberális Demokraták | Munkáspárt-Liberális Demokrata koalíció | gazdasági és közlekedési miniszter |
|     | Ieuan Wyn Jones |     | 2007. július 11. – 2011. május 11.                                                            | Plaid Cymru          | Munkáspárt-Plaid Cymru koalíció         | gazdasági és közlekedési miniszter |

## Külső hivatkozások
- Az első miniszter hivataláról[halott link]